# Içara
Içara est une ville brésilienne du littoral sud de l'État de Santa Catarina.

## Généralités
Içara possède la seconde plus importante station balnéaire de l'État, Balneário Rincão, en population accueillie en été, derrière Balneário Camboriú - elle accueille plus de 100 000 touristes chaque année. Ces touristes sont attirés par les longues plages du littoral et du lagoa dos Esteves, l'un des plus grands lacs du sud de l'État.

## Géographie
Içara se situe par une latitude de 28° 42′ 48″ sud et par une longitude de 49° 18′ 00″ ouest, à une altitude de 48 mètres. Sa population était de 58 859 habitants au recensement de 2010. La municipalité s'étend sur 293 km2.
Elle fait partie de la région métropolitaine Carbonifère et de la microrégion de Criciúma, dans la mésorégion Sud de Santa Catarina.

## Histoire
L'histoire de la ville est marquée par la construction de la voie ferrée « Dona Tereza Cristina » en 1924, qui traverse encore aujourd'hui la ville pour transporter le charbon de Criciúma à Tubarão.
Le développement de la ville avec la création du chemin de fer, attira de nombreux immigrants italiens, açoriens, polonais et allemands en provenance de Criciúma et Urussanga. La région, encore appelée à l'époque « km 47 », devint Içara, un dérivé de Içaroba ou Giçara, deux espèces de palmiers que l'on trouvait en grandes quantités dans la région.
Içara est une municipalité à part entière depuis le 30 décembre 1961.

## Économie
L'économie locale est basée sur l'industrie et l'agriculture, le tabac étant la culture prédominante. De plus, la ville est connue pour son miel, dont elle est la principale productrice du Brésil et qu'elle exporte vers l'Europe et l'Amérique latine. Au niveau industriel, la ville produit des matières plastiques et des matières premières pour l'industrie céramique.

## Villes voisines
Içara est voisine des municipalités (municípios) suivantes :
- Araranguá
- Criciúma
- Morro da Fumaça
- Sangão
- Jaguaruna